# Mladifest

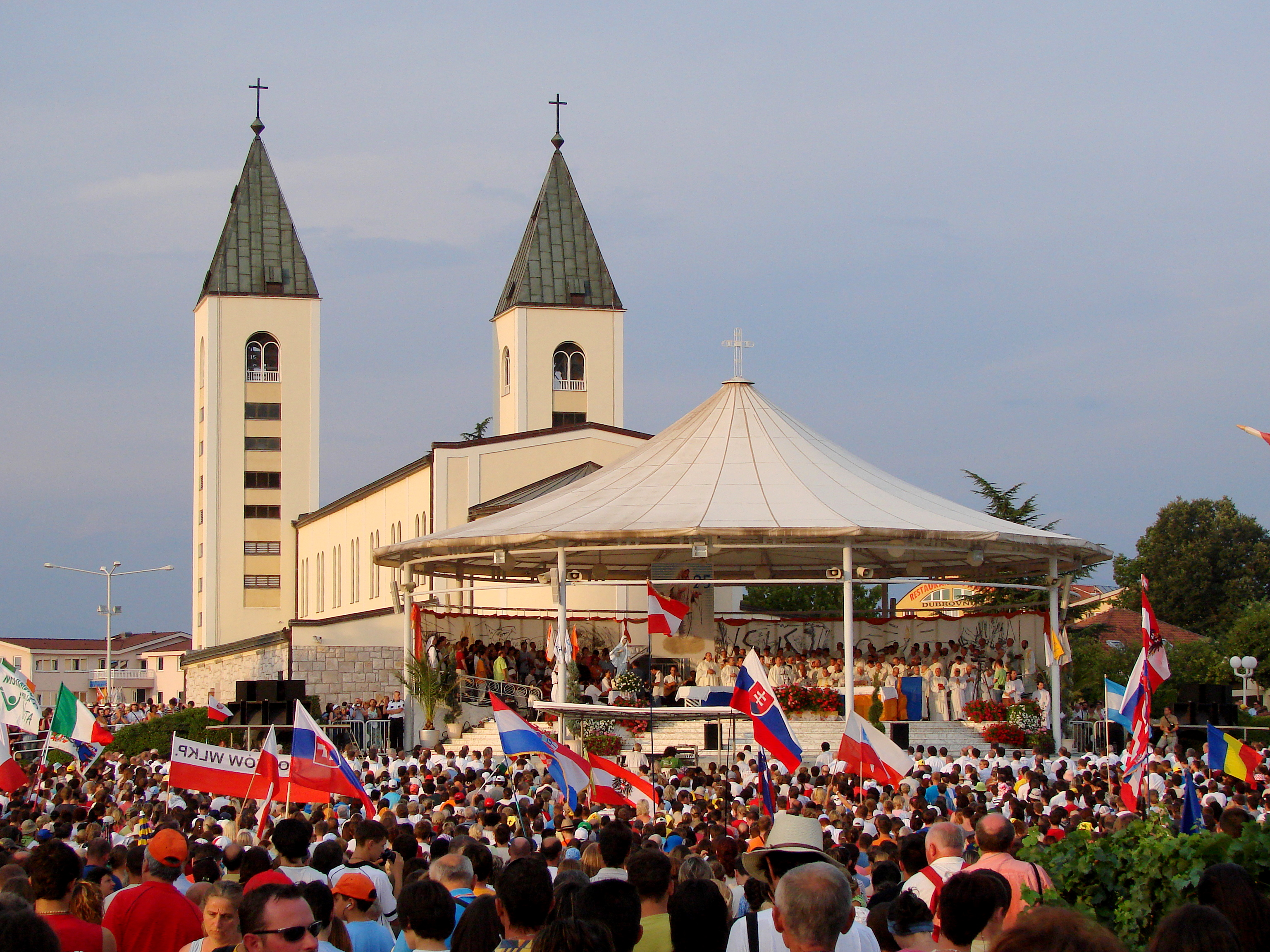
Jugendliche auf dem Mladifest

Das Mladifest (nach kroatisch mlad „jung“) ist ein internationales katholisches Jugendfestival in dem Wallfahrtsort Međugorje in Bosnien und Herzegowina. Es findet seit 1989 jährlich Anfang August statt. Es ist nach dem Weltjugendtag die zweitgrößte katholische Jugendveranstaltung.
Međugorje ist ein international bekannter römisch-katholischer Wallfahrtsort, in dem 1981 sechs Jugendlichen nach ihren eigenen Angaben die Gottesmutter Maria erschienen sein soll und der jährlich von schätzungsweise einer Million Pilgern besucht wird. Im September 2024 gab Papst Franziskus sein „Nihil obstat“ („Es steht nichts dagegen“) zur Marienverehrung in Međugorje; der Wallfahrtsort ist somit kirchlich anerkannt, auch wenn der Vatikan nicht abschließend über die Echtheit der behaupteten Erscheinungen und Botschaften entschieden hat.

## Geschichte
Das Mladifest wurde 1989 von zwei Franziskanern, Slavko Barbarić und Tomislav Vlašić, gegründet. Vlašić leitete das gesamte Festival bis 1991 persönlich. Es dauert eine Woche und findet jedes Jahr um den 5. August herum, den Gedenktag Unserer Lieben Frau vom Schnee, statt.
Jedes Jahr kommen Tausende von jungen Menschen aus der ganzen Welt nach Medjugorje. Im Durchschnitt wird das Mladifest jedes Jahr von etwa 50 Tausend Menschen besucht und ist damit nach dem Weltjugendtag das zweitgrößte regelmäßige katholische Jugendtreffen. Zum Hauptprogramm gehören jeden Tag die Eucharistiefeier, Anbetung, Lobpreis, Rosenkranz mit Lichterprozession, Beichtgelegenheit und Gemeinschaftsangebote.
An dem Treffen treten international bekannte Referenten und Geistliche auf, die Glaubenszeugnisse geben und Katechesen halten, beispielsweise Kardinal Christoph Schönborn (2014), Kardinal Vinko Puljić (2015), Kardinal Robert Sarah (2021), Kardinal Angelo De Donatis (2019), Erzbischof Claudio Maria Celli (2013), Pater Jacques Philippe, José Carlos Ballbé (2025), Helen Alvaré, John Pridmore und andere. Anlässlich des Mladifests 2020 richtete Papst Franziskus eine Botschaft an die Teilnehmer, in der er aufrief, sich die Gottesmutter Maria zum Vorbild zu machen. 2025 gab es ein Grußwort von Papst Leo.